# Oryzopsis henryi
Oryzopsis henryi är en gräsart som först beskrevs av Alfred Barton Rendle, och fick sitt nu gällande namn av Keng f. Oryzopsis henryi ingår i släktet Oryzopsis och familjen gräs. Inga underarter finns listade i Catalogue of Life.